# Mielecki Klub Piłki Siatkowej Stal Mielec
Mielecki Klub Piłki Siatkowej Stal Mielec – klub siatkówki mężczyzn powstały w 2003 w Mielcu. Uważany za kontynuatora tradycji sekcji siatkówki mężczyzn Stali Mielec, wielosekcyjnego klubu rozwiązanego w 1997 roku.
Jako sekcja drużyna zdobyła Puchar Polski w 1976 roku oraz zakwalifikowała się do finału Pucharu w 1971 roku. Jako samodzielny klub zespół występuje w III lidze podkarpackiej. Oprócz drużyny seniorskiej, złożonej głównie z wychowanków FKS Stal Mielec oraz MKPS Stal Mielec, funkcjonują drużyny młodzieżowe.
W latach 60. reprezentantem klubu był Andrzej Niemczyk, który w 1965 roku, jako 21-latek, objął stanowisko trenera mieleckich juniorów.
W drużynie karierę rozpoczynał Tomasz Kamuda i Jacek Wiśniewski (ur. 1976).

## Sukcesy
- Puchar Polski: 
  -  1.miejsce: 1975/1976
  -  2.miejsce: 1970/1971